# Berliner VV
Der Berliner Volleyballverein Vorwärts ist ein Volleyballverein aus dem Berliner Bezirk Lichtenberg.
Die Frauen spielten in der Saison 2019/20 in der Dritten Liga Nord. Die Männer spielten von 2012 bis 2017 in der Dritten Liga Nord. Beim Berliner VV spielen noch fünf weitere Frauenteams, drei weitere Männerteams, zahlreiche Jugendmannschaften sowie Mannschaften im Freizeitbereich.

## Verein
Die Existenz des Berliner Volleyballverein Vorwärts e.V. geht auf den 28. Januar 1965 zurück. An diesem Tag wurde zum ersten Mal geübt, damals noch in der Turnhalle der Otto-Nagel-Oberschule in Berlin-Biesdorf. Zehn Mädchen und der damalige Übungsleiter Eberhard Gnade erhielten von der Schulleitung eine Stunde Trainingszeit.

In den 70er Jahren entwickelte sich die Sektion Volleyball kontinuierlich weiter. Erfolgreiche Teilnahmen an Kinder- und Jugendspartakiaden sowie an der DDR-Meisterschaft 1975 beweisen das.

Ab 1983 nahm die Entwicklung des BVV einen enormen Aufschwung, wurden doch mit Schuljahresbeginn alljährlich neue Mannschaften im männlichen Jugendbereich gegründet. Trainings- und Wettkampfhalle wurde nun die Sporthalle der Lessing-Oberschule in Berlin-Friedrichsfelde. Diese Mannschaften bestimmten über lange Jahre das Niveau im männlichen Nachwuchsbereich und errangen, für zwei Jahre auch teilweise unter dem Namen „Autotrans Berlin“ spielend, mehrere Meistertitel und Pokalsiege. Bei damals üblichen Bezirksspartakiaden, die gemeinsam mit Mannschaften aus den Trainingszentren ausgetragen wurden, belegten diese Mannschaften Medaillenränge.

Im September 1983 entwickelte sich in der Otto-Nagel-Oberschule eine erste Mannschaft im Freizeitbereich, die nach vier Jahren auch nach Friedrichsfelde wechselte und einen wahren Boom im Freizeitbereich auslöste.

Am 7. Oktober 1990 einigte man sich bei einer Hauptversammlung auf den Namen "Berliner Volleyballverein Vorwärts".

Ausgelöst durch die Zeichentrickserie ‚Mila-Superstar’ kam es im Jahr 1996 zu einer ersten weiblichen Nachwuchsmannschaft, die einen nächsten Boom, jetzt im weiblichen Bereich, auslöste.

Seit Februar 2001 hat der BVV eine eigene Homepage.

Im Jahr 2005 beging der Berliner Volleyballverein Vorwärts sein 40-jähriges Jubiläum.

Ehrenmitglieder des BV Vorwärts sind Eberhard Gnade († 2019) und Jochen Altmann.

## Jugend
Der BV Vorwärts tritt als einer von wenigen Berliner Vereinen mit Nachwuchsmannschaften im weiblichen und männlichen Jugendbereich an. 

## Erfolge

### 1970er Jahre
- 1975: 10. Platz DDR-Meisterschaft (AK12 männlich)
- 1978: Teilnahme Deutsche Juniorenliga (AK15 männlich)

### 1980er Jahre
- 1989: 2. Platz Berliner Meisterschaft (AK12 männlich)
- 1989: Berliner Meister (AK11 männlich)

### 1990er Jahre
- 1993: 3. Platz Berliner Meisterschaft (C-Jugend männlich)

### 2000er Jahre
- 2002: 2. Platz Berliner Meisterschaft (F-Jugend männlich)

- 2004: Aufstieg in Berlin-Liga (Herren 1. Mannschaft)
- 2004: 2. Platz Berliner Meisterschaft (F-Jugend weiblich)

- 2006: 3. Platz Berliner Meisterschaft (F-Jugend weiblich)
- 2006: 2. Platz Berliner Meisterschaft (F-Jugend männlich)
- 2006: 2. Platz Berliner Meisterschaft (E-Jugend weiblich)
- 2006: 3. Platz Berliner Meisterschaft (C-Jugend männlich)
- 2006: 3. Platz Nordostdeutsche Meisterschaft (E-Jugend weiblich)
- 2006: 5. Platz Nordostdeutsche Meisterschaft (C-Jugend männlich)

- 2007: Aufstieg in Berlin-Liga (Herren 1. Mannschaft)
- 2007: Berliner Meister (E-Jugend weiblich)
- 2007: Berliner Meister (F-Jugend männlich)
- 2007: Nordostdeutscher Meister (E-Jugend weiblich)

- 2008: 2. Platz Berliner Meisterschaft (U13 männlich)
- 2008: 3. Platz Berliner Meisterschaft (U14 männlich)
- 2008: 3. Platz Berliner Meisterschaft (U15 männlich)
- 2008: 3. Platz Berliner Meisterschaft (U18 männlich)
- 2008: 6. Platz Nordostdeutsche Meisterschaft (U14 weiblich)
- 2008: 5. Platz Nordostdeutsche Meisterschaft (U14 männlich)

- 2009: 3. Platz Berliner Meisterschaft (U14 weiblich)
- 2009: 2. Platz Nordostdeutsche Meisterschaft (U12 weiblich)
- 2009: 8. Platz Nordostdeutsche Meisterschaft (U13 männlich)
- 2009: Sieger Landespokal (1. Mannschaft Herren)

### 2010er Jahre
- 2010: Berliner Meister (Herren 1. Mannschaft), Aufstieg in die Regionalliga
- 2010: Sieger Landespokal (Herren 1. Mannschaft)
- 2010: Sieger Berlin-Pokal (Herren 1. Mannschaft)
- 2010: Sieger Regionalpokal Nordost (Herren 1. Mannschaft)
- 2010: Teilnahme am Qualifikationsspiel zur 1. DVV-Pokalrunde (Herren 1. Mannschaft)
- 2010: 2. Platz Berliner Meisterschaft (U16 männlich)
- 2010: 4. Platz Nordostdeutsche Meisterschaft (U16 männlich)
- 2010: 8. Platz Nordostdeutsche Meisterschaft (U13 männlich)

- 2011: Berliner Meister (Damen 1. Mannschaft)
- 2011: 7. Platz Regionalliga Nordost (Herren 1. Mannschaft)
- 2011: 2. Platz Berliner Meisterschaft (U12 weiblich)
- 2011: Berliner Meister (U13 weiblich)
- 2011: 2. Platz Berliner Meisterschaft (U18 männlich)
- 2011: 3. Platz Nordostdeutsche Meisterschaft (U13 weiblich)
- 2011: 6. Platz Nordostdeutsche Meisterschaft (U18 männlich)

- 2012: 8. Platz Regionalliga Nordost (Herren 1. Mannschaft)
- 2012: 2. Platz Berliner Meisterschaft (U13 weiblich)
- 2012: 2. Platz Berliner Meisterschaft (U14 weiblich)
- 2012: 2. Platz Berliner Meisterschaft (U20 männlich)
- 2012: 3. Platz Nordostdeutsche Meisterschaft (U13 weiblich)
- 2012: Nordostdeutscher Meister (U14 weiblich)
- 2012: 6. Platz Nordostdeutsche Meisterschaft (U20 männlich)
- 2012: 5. Platz Deutsche Meisterschaft (U14 weiblich)
- 2016: 1. Platz Berliner Meisterschaft (U 14 weiblich)
- 2016: 2. Platz Nordostdeutsche Meisterschaft (U 14 weiblich)
- 2016: 6. Platz Deutsche Meisterschaft (U 14 weiblich)